# Krister Klasson Horn (1554–1612)
Krister Klasson (Horn) den äldre, född 4 september 1554 i Halikko socken, Åbo län, död 1612, var en svensk friherre av Åminne.

## Biografi
Krister Klasson Horn af Åminne föddes 1554 på Åminne herrgård i Halikko socken. Han var son till fältherre Klas Kristersson (Horn) och Kerstin Krumme. Horn blev 1586 hovjunkare.
Krister Klasson ledde Upplands ryttare och var tillsammans med dem kungatogna kung Sigismund under hertig Karls avsättningskrig mot densamme. Han benådades dock från dödsstraff efter hertig Karls seger, både för trognaden gentemot Sigismund för och senare för "smädliga yttranden om Gustaf Vasas ätt".
Han utmärkte sig redan i ungdomen för god lärdom, förde under sitt liv ett dyrbart bibliotek, och rörde sig i kungakretsar. Han höll sig i början till hertig Karl och användes av honom i åtskilliga ärenden. Däribland som förhandlare tillsammans med Karl Sture, med de fängslade krigsråden om försoning och som kommissarie vid fredsförhandlingarna inför freden i Teusina. En uppgift att han 1593 blivit lagman i södra Finland har dock ifrågasatts.

### Familj
Horn gifte sig 5 februari 1587 på Salsta slott i Tensta socken med Catharina Bielke. Hon var dotter till riddaren Ture Pedersson Bielke och grevinnan Sigrid Sture. De fick tillsammans barnen riksrådet Klas Horn (1587–1651), Ture Horn (död 1615), assessorn Mauritz Horn i Åbo hovrätt, kammarherren Erik Horn (död 1635), vice presidenten Carl Horn (1598–1639) i Svea hovrätt, Gustaf Horn (1601–1639), vice presidenten Svante Horn (1602–1645) i Åbo hovrätt, Anna Horn och Sigrid Horn.

## Avsättningskriget mot Sigismund
År 1598 övergick Krister Klassons sympatier till Sigismund under inbördeskriget. Han hjälpte honom att sprida de proklamationer som Sigismund spred vid sitt intåg i Sverige, och han församlade sina Upplands ryttare till Sigismunds tjänst i Västerås. 
Han anklagades sedermera för detta på Linköpings riksdag och dömdes "från lif, ära och gods" – liksom de andra herrarna som fallit i hertig Karls händer vid slaget vid Stångebro. Han förskonades från dödsstraff sedan han "med ånger bekant sig illa och otillbörligen handlat hafva och för den skull fallit till bönen". Han tvingades dock åse avrättningen av de andra dödsdömda. 
Vid riksdagen 1605 anklagades han för att ha haft "förrädiska stämplingar" med sin vän Hogenskild Bielke och "smädliga yttranden om Gustaf Vasas ätt", men slapp även den gången undan med livet, förmodligen för att hertig Karl ansåg honom mindre farlig än sina övriga motståndare.